# ده دیوان (رابر)
ده دیوان روستایی در دهستان رابر بخش مرکزی شهرستان رابر استان کرمان ایران است.

## جمعیت
بر پایه سرشماری عمومی نفوس و مسکن در سال ۱۳۹۵ جمعیت این مکان ۳۳۲ نفر (۱۲۷خانوار) بوده‌است.